# إكس باك
شون مايكل والتمان (بالإنجليزية: Sean Michael Waltman)‏ معروف باسم إكس باك (بالإنجليزية:X-Pac)، مصارع محترف من مواليد (13 يوليو 1972) بولاية فلوريدا الأمريكية.

## المسيرة الاحترافية
شارك في عدة إتحادات للمصارعة مثل PWA و GWF، إلى أن وصل في نهاية الأمر للمشاركة في اتحاد المصارعة العالمية الترفيهية والمعروف بالاسم المختصر «دبليو دبليو إي» (WWF حينها)، وفي عام 1996 ترك اتحاد WWF وانضم إلى المنافس الأقوى في ذلك الوقت وهو اتحاد دبليو سي دبليو الشهير باسم «دبليو سي دبليو» (WCW) وتغير اسمه الاحترافي «1-2-3 كيد» الذي كان يشتهر به في حلبات WWF ليكون اسمه «سايكس» في حلبات WCW، وأنضم لعصابة نيو ورلد أوردر والتي كانت أهم قصة سيناريو في عالم المصارعة المحترفة بأجمعه والأكثر شعبية والأكثر إثارة للجدل.
عاد إكس باك إلى اتحاد المصارعة العالمية الترفيهية عام 1998 وأنضم لفريق دي-جينرايشن إكس وكان من أهم المصارعين فيها.
في عام 2002 ترك إكس باك الاتحاد المصارعة العالمية الترفيهية وأتجه إلى اتحاد توتال نون ستوب أكشن ريسلنغ (TNA) حتى تركه عام 2006 واتجه إلى اتحاد إقليمي في الولايات المتحدة يسمى «مجتمع المصارعة إكس» (بالإنجليزية:Wrestling Society X) وظل فيه عامين حتى 2008 ثم اتجه إلى اتحاد مكسيكي يسمى (Asistencia Asesoria y Administraction) واختصارا (AAA) ثم في عام 2009 اتجه إلى اتحاد يسمى (Pro Wrestling Syndicate) وظل فيه عام حتى عاد مرة اخر لإتحاد توتال نون ستوب أكشن ريسلنغ في 2010.
في عام 2011 توجه إكس باك إلى اتحاد يسمى (Chikara) وتركه في 2014 وكان يلعب فيه بصفه فرعيه ولكنه كان عاد لإتحاد دبليو دبليو إي منذ عام 2011 ومازال فيه حتى الآن.

## اسمائه المستعارة في حلبات المصارعة
1-2-3 كيد 
 سكس باك 
 ذا لايتينغ كيد 
ذا كاميكاز كيد 
شون والتمان 
سايكس 
سايكس باك 
اكس باك

## في ألعاب الفيديو
ظهر اكس باك في عدة ألعاب فيديو للمصارعة المحترفة وجميعها تابعة لإتحاد دبليو دبليو إي عدا لعبتين تابعتا لاتحاد دبليو سي دبليو:
- دبليو دبليو إف راو (لعبة فيديو)
- دبليو سي دبليو فيرسيس. إن دبليو أو: وورلد تور
- دبليو سي دبليو مونداي نايترو*
- دبليو دبليو إف أتيتيود
- دبليو دبليو إي سماكداون
- دبليو دبليو إف راسلمنيا 2000
- دبليو دبليو إف نو ميرسي
- سماك داون! 2: نو يور رول
- دبليو دبليو إف أوثورتي
- دبليو دبليو إف رود تو راسلمنيا
- دبليو دبليو إي سماك داون! شت يور ماوث
- دبليو دبليو إي راو (لعبة فيديو 2002)
- دبليو دبليو إي 13 (للتحميل)
- دبليو دبليو إي تو كي 14
- دبليو دبليو إي تو كي 16.

## وصلات خارجية
- إكس باك على موقع IMDb (الإنجليزية)
- إكس باك على موقع قاعدة بيانات الفيلم (الإنجليزية)
- إكس باك على موقع دبليو دبليو إي (الإنجليزية)
- إكس باك على موقع WrestlingData.com (الإنجليزية)
- إكس باك على موقع CageMatch worker (الإنجليزية)
- إكس باك على موقع قاعدة بيانات المصارعة على الإنترنت (الإنجليزية)
- إكس باك على موقع عالم المصارعة على الإنترنت (الإنجليزية)
- إكس باك على موقع عالم المصارعة على الإنترنت (الإنجليزية)

- قالب:WWE superstar
- Professional wrestling record for Sean Waltman from The Internet Wrestling Database
- Online World of Wrestling profile
- Sean Waltman at the قاعدة بيانات الأفلام على الإنترنت
- Chikara profile